# أوقست غوتليب ريختر
أوقست غوتليب ريختر (بالألمانية: August Gottlieb Richter)‏ هو جراح وطبيب وكاتب ألماني، ولد في 13 أبريل 1742 في تسوربيغ في ألمانيا، وتوفي في 23 يوليو 1812 في غوتينغن في ألمانيا.